# هریت فرانک جونیور
هریت فرانک جونیور (زاده هریت گلدستین (گلدشتاین)؛ (۲ مارس ۱۹۲۳–۲۸ ژانویه ۲۰۲۰) فیلمنامه‌نویس و تهیه‌کننده آمریکایی بود. فرانک در کنار همسرش ایروینگ راوچ، در طول زندگی حرفه ای خود جوایز بسیاری را از آن خود کرد؛ از جمله جایزه حلقه منتقدین فیلم نیویورک و جایزه انجمن صنفی نویسندگان آمریکا و همچنین نامزد دریافت چندین جایزه مختلف شد.